# Cristianisme occidental
El cristianisme occidental és una de les dues subdivisions del cristianisme (el cristianisme oriental és l'altra). El cristianisme occidental està compost per l'Església llatina i el protestantisme, juntament amb altres ramificacions com l'Església Catòlica Antiga, el catolicisme independent i el restauracionisme.
La gran majoria dels 2.300 milions de cristians del món són cristians occidentals (uns 2.000 milions, 1.200 milions de catòlics llatins i 800 milions de protestants). El component original i encara principal, l'Església llatina, es va desenvolupar sota el bisbe de Roma. De l'Església llatina van sorgir una gran varietat de denominacions protestants independents, incloent el luteranisme i l'anglicanisme, a partir de la Reforma protestant al segle xvi, com va fer el catolicisme independent al segle xix. Així, el terme "cristianisme occidental" no descriu una sola comunió o confessió religiosa, sinó que s'aplica per distingir col·lectivament totes aquestes denominacions del cristianisme oriental.
El cristianisme occidental ha tingut un paper destacat en la formació de la civilització occidental. Amb l'expansió del colonialisme europeu des de l'època moderna, l'Església llatina, amb el temps, juntament amb les seves secessions protestants, es va estendre per les Amèriques, bona part de les Filipines, el sud d'Àfrica, les zones de l'Àfrica occidental i per tota Austràlia i Nova Zelanda. Així, quan s'utilitza per a períodes històrics posteriors al segle xvi, el terme "cristianisme occidental" no fa referència a una àrea geogràfica concreta, sinó que s'utilitza com a terme col·lectiu per a tots aquests.